# Feel Me (Selena Gomez)
Feel Me è un singolo promozionale della cantante statunitense Selena Gomez, pubblicato il 21 febbraio 2020 dal terzo album in studio Rare.

## Pubblicazione
Selena Gomez ha mostrato in anteprima tre snippet della canzone sul suo profilo Snapchat, e la pubblicazione del singolo era inizialmente prevista per il 2016. La cantante ha eseguito la canzone dal vivo in alcune date del suo Revival Tour, a partire dal primo spettacolo a Las Vegas il 6 maggio 2016.
A dicembre 2019 è stato annunciato che Feel Me sarebbe stata inclusa nella versione in vinile del suo terzo album in studio da solista, Rare, pubblicata il 21 febbraio 2020. Il brano è stato reso disponibile anche come singolo digitale lo stesso giorno.

## Descrizione
Il brano, scritto dalla stessa cantante con Lisa Scinta, Phil Shaouy, Jonathan Mills, Kurtis McKenzie, Ammar Malik, Jacob Kasher e Ross Golan, è incluso nelle versioni in vinile e deluxe e digitale dell'album Rare.

## Formazione
Musicisti
- Selena Gomez – voce, cori
- Phil Phever – cori, strumentazione, programmazione, basso, tastiera, produzione vocale
- Lisa Scinta – cori
- Ammar Malik – cori
- Ross Golan – cori

Produzione
- Phil Phever – produzione
- Kurtis McKenzie – produzione
- J. Mills – produzione
- Tony Maserati – missaggio
- Najeeb Jones – assistenza tecnica al missaggio
- Chris Gehringer – mastering
- Will Quinnell – mastering

## Classifiche

### Classifiche settimanali
| Classifica (2020) | Posizione massima |
| ----------------- | ----------------- |
| Austria           | 49                |
| Canada            | 56                |
| Croazia           | 67                |
| Estonia           | 35                |
| Francia           | 175               |
| Germania          | 63                |
| Grecia            | 33                |
| Irlanda           | 42                |
| Lettonia          | 40                |
| Lituania          | 28                |
| Norvegia          | 32                |
| Paesi Bassi       | 90                |
| Polonia           | 1                 |
| Portogallo        | 78                |
| Regno Unito       | 89                |
| Repubblica Ceca   | 44                |
| Slovacchia        | 34                |
| Stati Uniti       | 98                |
| Svezia            | 71                |
| Svizzera          | 39                |
| Ungheria          | 24                |

### Classifiche di fine anno
| Classifica (2020) | Posizione |
| ----------------- | --------- |
| Polonia           | 25        |